# Кубок ОЭС
Кубок ОЭС (ECO Cup) — футбольный турнир для членов Организации экономического сотрудничества. Ранее был известен как Кубок ОРС. ОРС — сокращаение Организации регионального сотрудничества для развития между Ираном, Пакистаном и Турцией с 1964 по 1979 год. Новая организация, ОЭС была создана в 1985 году. В 1992 году Афганистан, Узбекистан, Таджикистан, Туркменистан, Казахстан, Кыргызстан и Азербайджан присоединились к ОЭС.
Страны которые соревновались в одном или нескольких турниров являются Иран, Турция, Пакистан, Казахстан, Кыргызстан, Таджикистан и Туркменистан. Афганистан и Узбекистан не участвовали. Также Турция не участвовала в 1993 году на турнире. В 1993 году этот турнир был проведен в последний раз.

## Формат турнира
На Кубке ОРС с 1964 по 1974 год было три нации турнира. На Кубке 1993 года участвовало семь стран, две группы для группового этапа, а затем полуфинал и финал. Матча за 3-е место не было.